# 飛行場

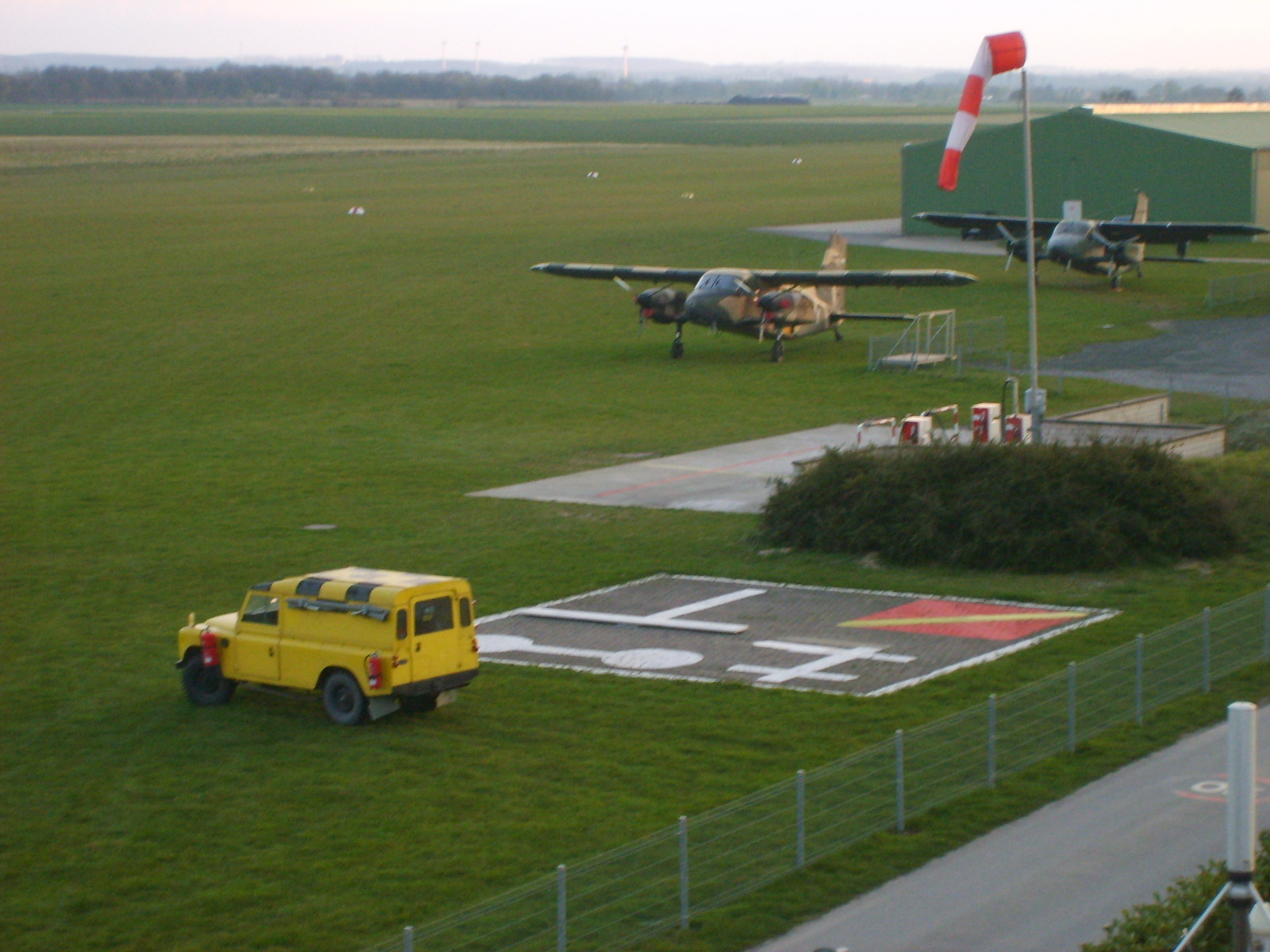
飛行場の一例。（ドイツのバート・ザッセンドルフ郊外にある飛行場）

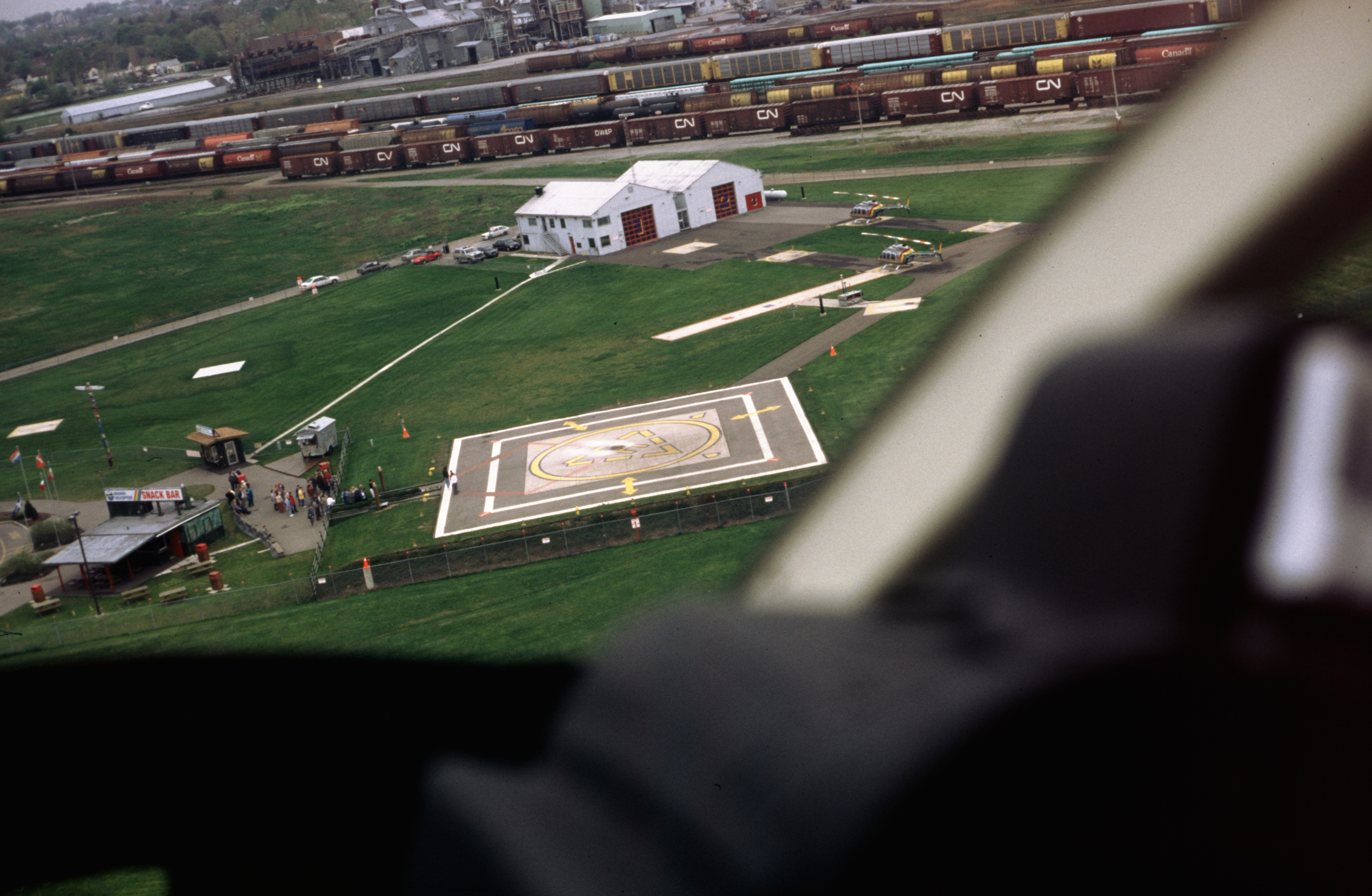
オンタリオ州（ナイアガラの滝付近）のヘリポート。

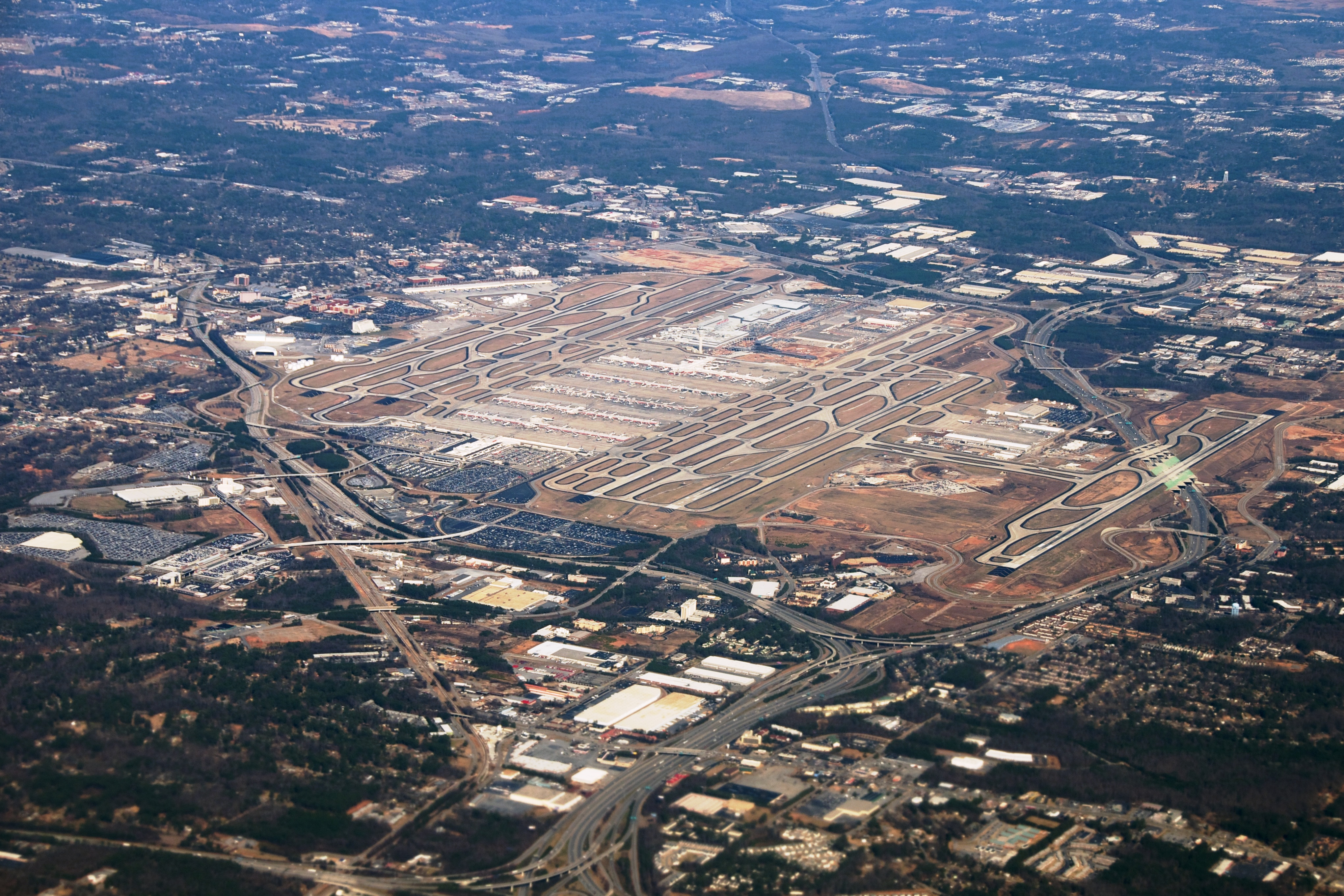
ハーツフィールド・ジャクソン・アトランタ国際空港。利用旅客数が世界最大級の飛行場。

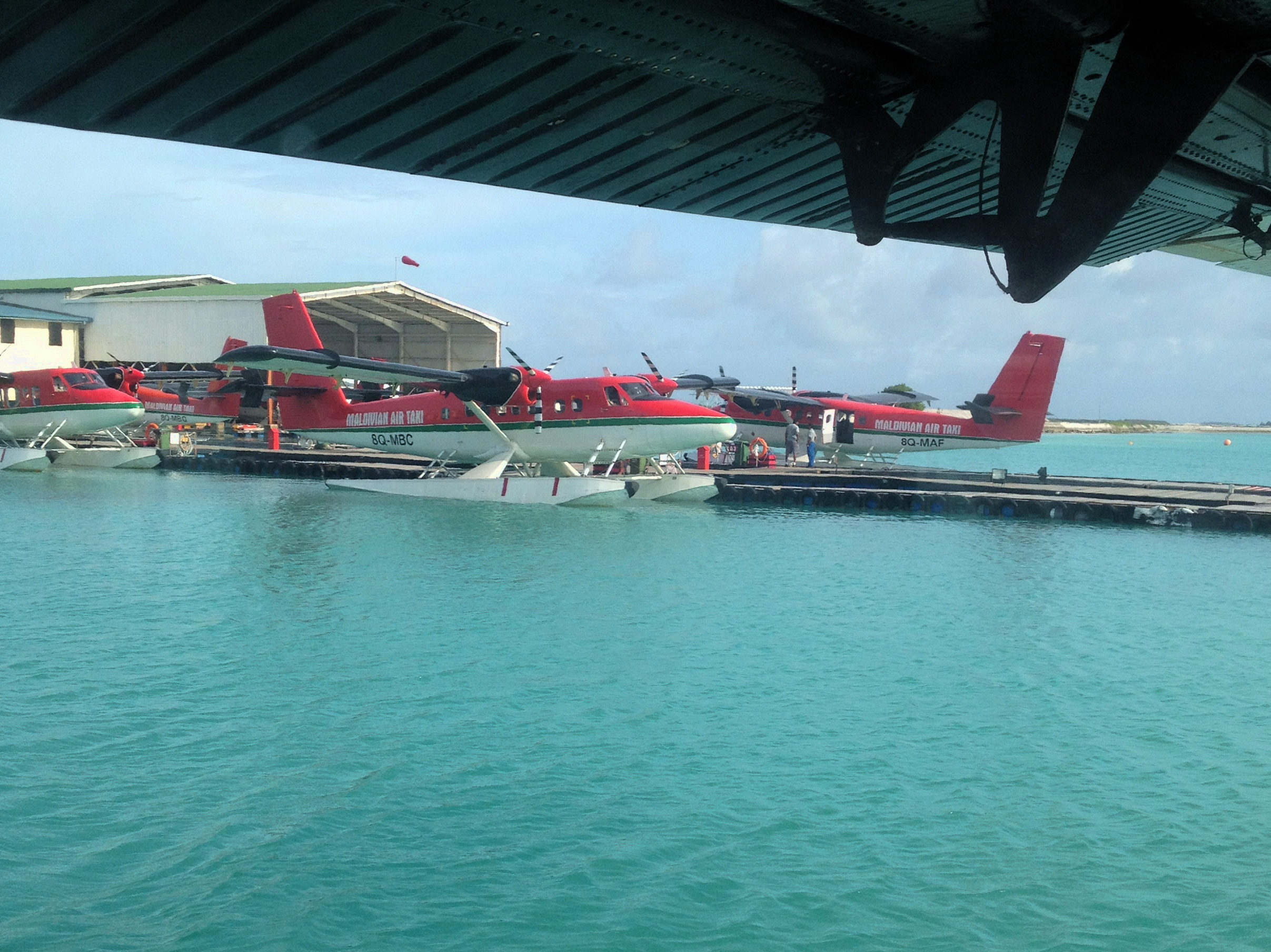
水上エアタクシーが集まる水上飛行場。

飛行場（ひこうじょう、英語: aerodrome）は航空機が離陸・着陸できる場所をいう。

## 概説
「飛行場」は、航空機が離陸・着陸できる場所を指し、基本的には「空港」も含んでいる。
2009年時点で「上空からその存在を認めることができる空港や飛行場」は、全世界に約44000箇所あり、国（地域）別に見ると、米国に15095、ブラジルに4072、欧州に3383、日本には176あった、とアメリカ中央情報局のfactbookには記述されている。（これはコンクリート、アスファルト以外にも、草地、土、砂地、砂利などでできた飛行場を含んでおり、中にはすでに使われていないものが含まれているかも知れない、という）。
世界初の飛行場はライト兄弟が活動の拠点としたハフマンプレーリーとされる。

### 公共用:空港
国際民間航空機関（ICAO）では、（飛行場の中でも）旅客、貨物などの輸送に使われ港のような役割をもつ公共用の飛行場を特にairport（空港）と呼ぶ、としている。
日本の航空法では、航空機の離着陸の用に供する施設を飛行場と定義し、空港法(旧空港整備法、昭和31年法律第80号)では、（その中でも）主として公共用飛行場を空港と定義している。

### 民間 / 軍用 / 軍民共用
飛行場は、民間用、軍用、軍民共用といった形態でも分類される。《民間飛行場》はその国の航空当局により管轄され、《軍用飛行場》は軍隊（日本では自衛隊）により管轄運営される。日本の三沢飛行場のように、アメリカ空軍が管理運営し管制は航空自衛隊が実施している飛行場に日本国内の定期航空路線の航空機が発着する共用飛行場もある（なお、共用飛行場については、名称は飛行場であるが、日本では空港法で定義されている。）。

### 民間用飛行場の用途による細分類
民間用の飛行場は、用途によって大きく二つに分類される。公共の用に供することを目的とした飛行場を「公共用飛行場」、そうでないものを「非公共用飛行場」という。飛行場に主として発着する航空機のうち最大のものが常用できるように計画・設計される。飛行場は、全体の敷地内に滑走路、着陸帯、過走帯、誘導路、エプロンといった基本施設と、また定期航空運送事業者が利用するような規模の大きな飛行場では、夜間運用に必要な滑走路灯をはじめとする航空灯火施設、無線誘導により航空機を計器進入させる航空保安施設（無線誘導施設など）が必要となり、基本施設に併せて計画・設計される。

## 飛行場の基本構成
飛行場の基本構成は、ハードおよびソフトを含めて、1944年12月7日にシカゴで採択された「国際民間航空条約（Convention on International Civil Aviation）いわゆるシカゴ条約」により1947年4月4日発足した「国際民間航空機関（International Civil Aviation Organization、略称：ICAO）」が定める飛行場を設置する際の推奨標準に基づいて設計される。
日本国内においては航空法（昭和27年法律第231号）に基づく安全基準が適用される。

## 飛行場周辺とその空域周辺
飛行場周辺には航空機の安全のために制限表面が設けられ、物件の設置や無人航空機の飛行が制限される。
交通量の多い飛行場周辺には航空交通管制圏が設定され、飛行場管制業務が行われている。その空域周辺ではターミナルレーダー管制が、飛行場と飛行場を結ぶ航空路では航空路管制が行われる。
日本では、飛行場管制およびターミナルレーダー管制は国土交通省航空局の空港事務所や自衛隊または在日米軍が、航空路管制は国土交通省の航空交通管制部に所属する航空管制官により行われる。

## 飛行場

### 日本
正式名称を「○○空港」ではなく「○○飛行場」としている飛行場は、共用空港が多い。

## 日本での飛行場の設置
日本国内で飛行場を設置する場合には、航空法第38条の規定に基づき、国土交通大臣に設置許可申請を行う必要がある。飛行場の建設用地選定で重要なのは、航空法第49条に規定される、航空機の離着陸に必要な無障害物の空間（制限表面）を確保することである。また、航空法に規定のある各種基準を充分に満たすように綿密に計画しなければならない。大規模の飛行場設置計画の場合は、飛行場計画地の属する各自治体に各種の事前調整を行い、環境影響評価手続き等を行う場合が多い。また、航空法第39条第2項の規定に基づき、航空機の発着経路の直下に当たる地域住民と周辺住民（利害関係者）に対して必ず公聴会を行うよう義務付けられる。
国土交通大臣が申請を許可した場合、国は航空法第40条の規定に基づき当該飛行場の位置及び範囲、着陸帯、進入区域、進入表面、転移表面、水平表面並びに供用開始の予定期日を告示するとともに、現地においてこれを掲示しなければならない。
設置許可を受けた申請者は、申請書に自ら記した工事完成予定期日までに工事を完了する必要がある。完成後は、航空法第41条の規定に基づく国土交通大臣による完成検査に合格し、空港設置申請者において供用開始日を定めて大臣に提出しなければならない。これを受けて、航空法第46条に基づき国が行う供用開始の告示を経て、供用開始日において初めて営業を開始することが可能になる。